# جنبش مقاومت نروژ

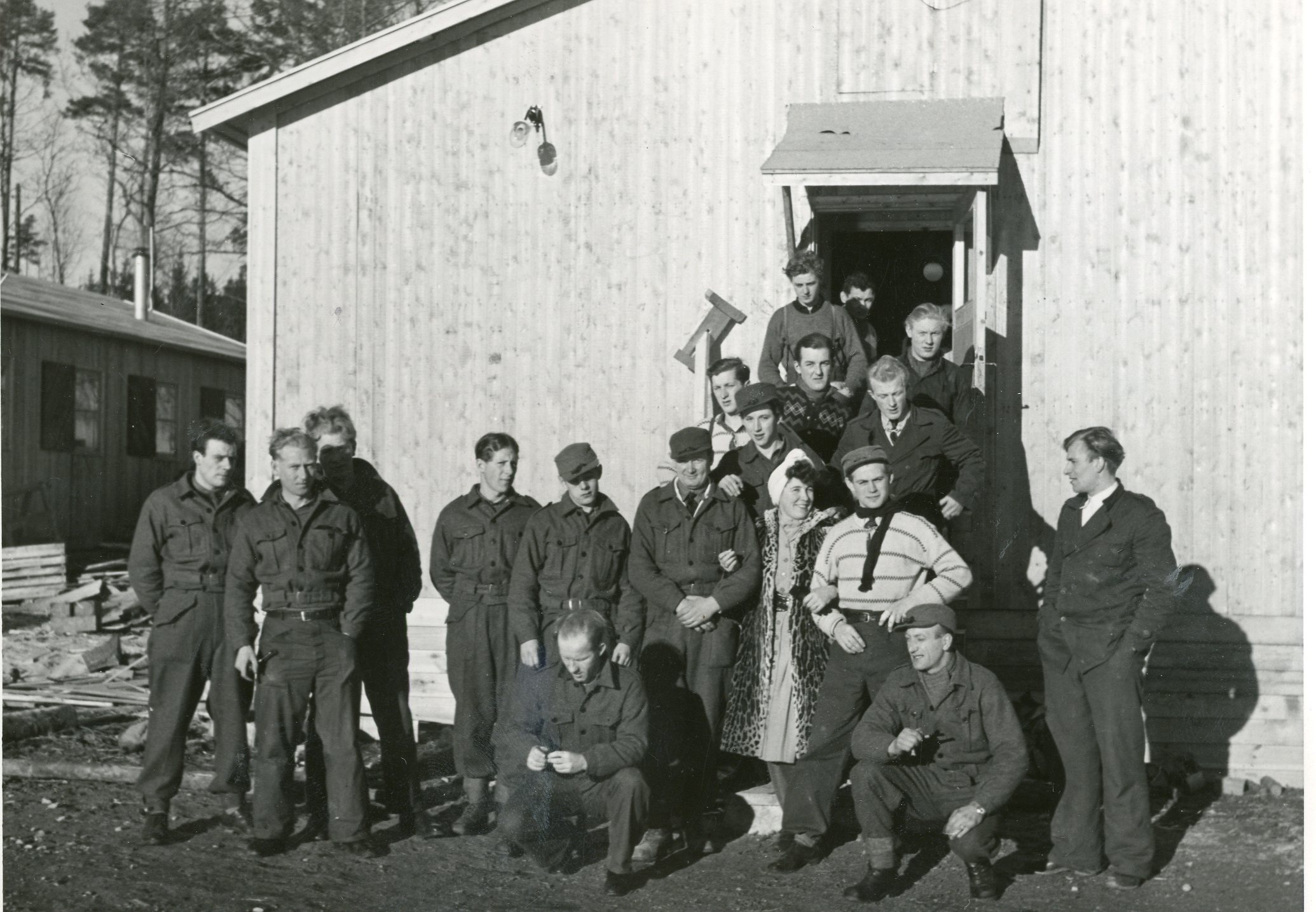
پناهندگان نروژی تحت آموزش نظامی در سوئد قرار دارند

جنبش مقاومت نروژ (نروژی: Norsk motstandsbevegelse) جنبش علیه اشغال این کشور توسط نیروی نازی آلمان بعد از عملیات وزرئوبونگ در جنگ جهانی دوم در سال ۱۹۴۰ آغاز و در سال ۱۹۴۵ به پایان رسید. این مقاومت در اشکال مختلف وجود داشت:
- اعلام مشروعیت دولت در تبعید و پیشنهاد عدم مشروعیت دولت طرفدار نازی ویدکون کیسلینگ و دولت نظامی یوزف تربوون.
- دفاع در نروژ جنوبی که بسیار غیر سازمان‌یافته بود ولی موفق شد که در جلوگیری از دستگیری (عناصر دولت در تبعید) کمک کند.
- برقراری امنیت در موقعیت‌های راهبردی نروژ و تخلیه عناصر دولت توسط دفاع نظامی و ضد حمله که در بخش‌های نروژ غربی و نروژ شمالی سازمان‌یافته تر بود.
- مقاومت مسلحانه در شکل جنگ چریکی و خرابکاری، تکاور و سایر عملیات ویژه در دوره اشغال نروژ
- نافرمانی مدنی و مقاومت بدون خشونت

## اعلام مشروعیت حکومت تبعیدی نروژ
دولت نروژ به نخست‌وزیری یوهان نیگورسول، در اوایل ساعت ۹ آوریل ۱۹۴۰ از حمله نیروهای آلمان نازی به نروژ غافلگیر شدند. اگر چه قبل از این برخی ذخایر طلا از اسلو ربوده شده بود، ولی چنین حمله‌ای انتظار نمی‌رفت. دولت نروژ آمادگی چنین تسلیم شدنی را در برابر سربازان نازی آلمان نداشت. آلمان از نروژ خواست که تسلیم شدن خود را اعلام کند ولی وزیر خارجه نروژ هالودان کهت اعلام کرد که ما داوطلبانه تسلیم نخواهیم شد و مبارزه از هم‌اکنون شروع خواهد شد.
به‌دنبال تلاش نیروهای نازی آلمان برای تسخیر نروژ، همان‌طور که انتظار می‌رفت خانواده سلطنتی و کابینه دولت به سرعت از طریق اسکله و قطار کشور را ترک کردند و علی‌رغم تلاش‌هایی برای برپایی یک پارلمان ولی به دلیل اختلافاتی که در درون خود مقامات دولت نروژی به وجود آمد، نیروهای آلمان نازی کنترل را به دست گرفتند.

## دفاع اولیه
اگر چه برخی از سیاستمداران از طیف‌های سیاسی از تقویت توانمندی‌های دفاعی کشور پشتیبانی می‌کردند، ولی سیاست‌های طولانی مدت خلع سلاح پس از جنگ جهانی اول، ارتش نروژ را در اواخر دهه ۱۹۳۰ با کمبود بودجه مواجه کرده و ضعیف کرده بود. در نتیجه، نیروهای جنوب نروژ تا حد زیادی برای تهاجم آلمان آماده نبودند و ارتش آلمان در تهاجم اولیه در عملیات وزراوبونگ با مقاومت چندانی مواجه نشد.
در مناطقی دیگر، از جمله میتسکوژن، هگر و نارویک، مقاومت‌هایی وجود داشت ولی عمدتاً توسط واحدهای نظامی جداگانه و داوطلبان نامنظم بود. این جنگ‌ها چندین روز مانع پیشروی آلمان شد و به دولت نروژی اجازه داد تا از به سرقت رفتن اسناد و مدارک قانونی جلوگیری شود.

## ضد حمله
چندین واحد مسلح نروژی در همکاری با نیروهای لهستانی، فرانسوی و انگلیسی در جنگ زمستانی دست به بسیج نیرو زده و چندین ضد حمله موفقت‌آمیز را انجام دادند.
این نیروها در نروژ شمالی چندین عملیات موفقت‌آمیز انجام دادند ولی سرانجام تحت‌الشعاع نبرد فرانسه منحرف شد و شمال نروژ در نهایت سقوط کرد.

## مقاومت مسلحانه

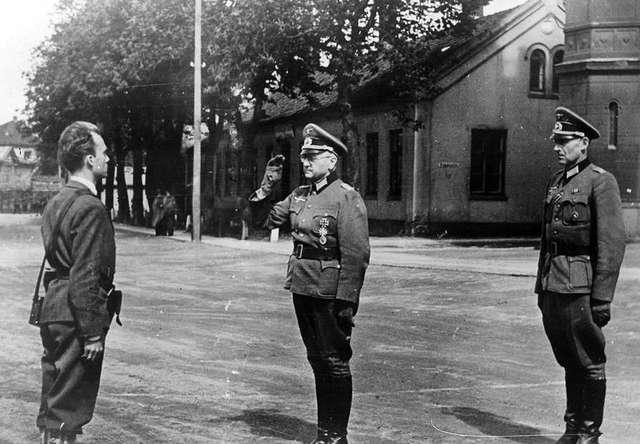
تسلیم آلمان به تریه رولم، قلعه آکرشوس در ۱۱ مه ۱۹۴۵.

با اینکه نروژ تجربه جنگ و نبرد بزرگی از قبل نداشت، ولی تعدادی عملیات نظامی برای مقابله با نیروهای نازی انجام داد. یک واحد نظامی به نام میلورگ شروع به عملیات‌های کوچک کرد و در نهایت یک نیروی نظامی کامل برای آزادسازی تشکیل شد. شرکت لینگ یک واحد عملیاتی ویژه بود که در زمینه درگیری‌های ساحلی تخصص داشت که حملات متعددی را در لوفوتن و مناطق ساحلی انجام داد.
متخصصان نروژی در نابودی کشتی‌های جنگی آلمان، مانند نبردناو بیسمارک و نبردناو تیرپیتس کمک کردند. مقاومت نروژ همچنین در طول جنگ، از طریق قایق‌های ماهیگیری شتلند مردم را به‌طور مخفیانه از داخل به خارج نروژ منقل می‌کرد.
تعدادی از نیروهای مقاومت نروژ، به ویژه ماکس مأنوس و گونار سونستبی، کشتی‌ها و منابع آلمانی‌ها را نابود کردند که معروف‌ترین دستاورد این سری عملیات نابود کردن تأسیسات و منابع آب سنگین نورسک هیدرو بود که موجب موقف شدن برنامه هسته ای آلمان شد. گونار سونستبی قهرمان ملی نروژ در مقاومت ضدفاشیستی علیه فاشیسم هیتلری بود.
آلمانی‌ها تلاش کردند که فعالیت‌های مقاومت نروژ را متوقف کنند و بعد از هر عملیاتی، مرد و زن و بچه بی گناه نروژی را اعدام می‌کردند. یکی از فجیع‌ترین حملات، هجوم به دهکده ماهیگیری Telavåg در بهار ۱۹۴۲ بود.

## حمایت سوئد
سوئد از جنبش مقاومت نروژ با دادن آموزش و تجهیزات پشتیبانی و حمایت می‌کرد. تا سال ۱۹۴۴ حدود ۷۰۰۰ تا ۸۰۰۰ نروژی در سوئد مخفیانه آموزش نظامی دیده بودند.

## نقش دانشجویان و زنان
جمع‌آوری اطلاعات در داخل نروژ اشغال شده توسط نازی‌ها، برای نیروهای متفقین بسیار ضروری بود. بدین منظور جندین سازمان تشکیل شد که بزرگتری آن xu نام داشت. اعضای آن دانشجویان دانشگاه اسلو بودند. یک نکته قابل توجه اینکه دو نفر از چهار رهبر این سازمان اطلاعاتی را زنان تشکیل می‌دادند، از جمله آنا سوفی استودک که یکی از آن زنان مقاومت بود.
در طی سال‌های اشغال نروژ توسط آلمان و مقاومت قهرمانانه نروژ، ۱۴۳۳ نفر کشته شدند که ۲۵۵ نفر از آن‌ها را زنان تشکل می‌دادند.